# Hexatoma (Eriocera) klapperichiana
Hexatoma (Eriocera) klapperichiana is een tweevleugelige uit de familie steltmuggen (Limoniidae). De soort komt voor in het Palearctisch gebied.